# Wouter Marinus
Wouter Marinus est un ancien footballeur néerlandais né le 18 février 1995 à Zuidwolde. Il évoluait au poste de milieu offensif.

## Palmarès

### En équipe nationale
- Pays-Bas -17 ans
  - Vainqueur du championnat d'Europe des moins de 17 ans en 2012